# Лоун Трий
Лоун Трий (на английски: Lone Tree) е град в окръг Дъглас, щата Колорадо, САЩ. Лоун Трий е с население от 4873 жители (2000) и обща площ от 4,5 km². Намира се на 1813 m надморска височина. ЗИП кодът му е 80124, а телефонният му код е 303, 720.